# New Zealand Law Society
Die New Zealand Law Society ist die anwaltliche Standesorganisation der Barrister und Solicitors in Neuseeland. Sie wurde 1869 unter Mitwirkung des damaligen Attorney-General James Prendergast gegründet, der auch ihr erster Präsident war.
Rechtsgrundlage ist der seit 1. August 2008 in Kraft befindliche  Lawyers and Conveyancers Act 2006 (LCA). Die Gesellschaft reguliert die anwaltliche Praxis in Neuseeland. Die Mitgliedschaft ist freiwillig, allerdings muss jede Person, die in Neuseeland anwaltlich tätig werden will, eine kostenpflichtige Zulassung der Society erwerben. Die Society hat 13 Zweigstellen. Jede Zweigstelle hat einen Präsidenten und einen Rat, die die Interessen ihrer Mitglieder auf regionaler und nationaler Ebene vertreten.
Ursprünglich bestanden 14 eigenständige District Law Societies mit eigenständiger Regulierungskompetenz, die in der Verbandsstruktur der New Zealand Law Society föderal zusammenarbeiteten. Mit dem 31. Januar 2009 wurden diese Organisationen in die New Zealand Law Society überführt. Einzige Ausnahme ist Auckland. Am Folgetag wurden in den früheren Distrikten und Auckland Zweigstellen der New Zealand Law Society eröffnet.

## Council
Die NZLS wird von einem Council (Rat) geleitet, der mindestens jährlich zusammentritt. Dieser umfasst:
- Präsident
- designierter neuer Präsident bis zu dessen Amtsantritt
- vier Vizepräsidenten
- Ein Mitglied jeder Zweigstelle
- Vorsitzender oder Präsident jeder Sektion der Gesellschaft
- Vorsitzender oder Präsident der New Zealand Bar Association
- ein Vertreter der Vereinigung der großen Kanzleien.

Zwischen den Sitzungen des Councils wird die Gesellschaft von einem Board, bestehend aus Präsidenten (plus designiertem Nachfolger) und den Vizepräsidenten geleitet.

## Präsidenten
James Prendergast wurde in seiner Funktion als Attorney-General Neuseelands 1870 vom Gouverneur als erster Präsident der neu geschaffenen Organisation ernannt. Er legte das Amt nieder, als er 1875 zum Chief Justice ernannt wurde.
1. Walter Scott Reid (1897–1902)
2. Francis Henry Dillon Bell (1902–1918)
3. Charles Perrin Skerrett  (1918–1926)
4. Alexander Gray (1926–1934)
5. Charles Herbert Treadwell (1934–1935)
6. Humphrey Francis O’Leary (1935–1946)
7. Philip Brunskill Cooke (1946–1950)
8. William Henry Cunningham (1950–1954)
9. Timothy Patrick Cleary (1954–1957)
10. Allan Bruce Buxton (1957–1959)
11. David Perry (1959–1962)
12. Edward Denis Blundell (1962–1968)
13. Denis McGrath (1968–1971)
14. Stanley William Wilford Tong (1971–1974)
15. William Guy Smith (1974)
16. Lester John Castle (1974–1977)
17. Laurence Henry Southwick (1977–1980)
18. Johann Thomas Eichelbaum (1980–1982)
19. Bruce Houlton Slane (1982–1985)
20. Peter Francis Clapshaw (1985–1988)
21. Graham Mitchell Cowley (1988–1990)
22. Judith Marjorie Potter (1990–1993)
23. Austin John Forbes (1993–1996)
24. Ian Leslie Haynes (1996–1999)
25. Christine Mary Grice (1999–2003)
26. Christopher Robert Darlow (2003–2007)
27. John Livingston Marshall (2007–2010)
28. Jonathan Paul Temm (2010–2013)
29. Christopher Patrick Eisdell Moore (seit 2013)[3]

## Zweigstellen
- Auckland (Ackland)
- Canterbury-Westland (Christchurch)
- Gisborne (Gisborne)
- Hawkes Bay (Napier)
- Manawatu (Palmerston North)
- Marlborough (Wellington)
- Nelson (Nelson)
- Otago (Dunedin)
- Southland (Invercargill)
- Taranaki (New Plymouth)
- Waikato Bay of Plenty (Hamilton)
- Wellington (Wellington)
- Whanganui (Whanganui)